# Medalla Nacional de Ciencia (Estados Unidos)
La Medalla Nacional de Ciencia de Estados Unidos (en inglés "National Medal of Science") es un premio otorgado por el presidente estadounidense a personas que han hecho importantes contribuciones en el avance de la ciencia o la ingeniería. Los premios se entregan en seis campos, ciencias sociales y de la conducta, biología, química, ingeniería, matemáticas y ciencias físicas. El Comité de la Medalla Nacional de Ciencia, está bajo la Fundación Nacional de Ciencia (en inglés National Science Foundation, NSF) que es responsable de recomendar los candidatos al presidente.

## Ciencias sociales y de la conducta
- 1964: Roger Adams, Othmar H. Ammann, Theodosius Dobzhansky, Charles S. Draper, Solomon Lefschetz, Neal Elgar Miller, Marston Morse, Marshall W. Nirenberg
- 1986: Herbert A. Simon
- 1987: Anne Anastasi, George J. Stigler
- 1988: Milton Friedman
- 1989: Roger Wolcott Sperry
- 1990: Leonid Hurwicz, Patrick Suppes
- 1991: Robert Kates, George A. Miller
- 1992: Eleanor J. Gibson
- 1994: Robert K. Merton
- 1995: Roger N. Shepard
- 1996: Paul A. Samuelson
- 1997: William K. Estes
- 1998: William Julius Wilson
- 1999: Robert M. Solow
- 2000: Gary S. Becker
- 2001: George F. Bass
- 2003: R. Duncan Luce
- 2004: Kenneth Arrow
- 2005: Gordon H. Bower
- 2008: Michael I. Posner
- 2009: Mortimer Mishkin
- 2011: Anne Treisman
- 2012: Robert Axelrod
- 2014: Albert Bandura

## Ciencias biológicas
- 1963: Cornelius van Niel
- 1965: Francis Peyton Rous, George G. Simpson, Donald D. Van Slyke
- 1966: Edward F. Knipling, Fritz Albert Lipmann, William C. Rose, Sewall Wright
- 1967: Kenneth S. Cole, Harry F. Harlow, Michael Heidelberger, Alfred Sturtevant
- 1968: H. A. Barker, Bernard B. Brodie, Detlev W. Bronk, Jay Lush, Burrhus Frederic Skinner
- 1969: Robert J. Huebner, Ernst Mayr
- 1970: Barbara McClintock, Albert Sabin
- 1973: Daniel I. Arnon, Earl W. Sutherland, Jr.
- 1974: Britton Chance, Erwin Chargaff, James Van Gundia Neel, James Augustine Shannon
- 1975: Hallowell Davis, Paul Gyorgy, Sterling Brown Hendricks, Orville Vogel
- 1976: Roger C.L. Guillemin, Keith Roberts Porter, Efraim Racker, E. O. Wilson
- 1979: Robert H. Burris, Elizabeth C. Crosby, Arthur Kornberg, Severo Ochoa, Earl Reece Stadtman, George Ledyard Stebbins, Paul A. Weiss
- 1981: Philip Handler
- 1982: Seymour Benzer, Glenn W. Burton, Mildred Cohn
- 1983: Howard L. Bachrach, Paul Berg, Wendell L. Roelofs, Berta Scharrer
- 1986: Stanley Cohen, Donald A. Henderson, Vernon Mountcastle, George Emil Palade, Joan A. Steitz
- 1987: Michael E. Debakey, Theodor O. Diener, Harry Eagle, Har Gobind Khorana, Rita Levi-Montalcini
- 1988: Michael S. Brown, Stanley N. Cohen, Joseph L. Goldstein, Maurice Hilleman, Eric R. Kandel, Rosalyn S. Yalow
- 1989: Katherine Esau, Viktor Hamburger, Philip Leder, Joshua Lederberg, Harland G. Wood
- 1990: Baruj Benacerraf, Herbert W. Boyer, Daniel E. Koshland, Jr., Edward B. Lewis, David G. Nathan, E. Donnall Thomas
- 1991: Mary Ellen Avery, G. Evelyn Hutchinson, Elvin A. Kabat, Salvador Edward Luria, Paul A. Marks, Folke K Skoog, Paul C. Zamecnik
- 1992: Maxine Singer, Howard M. Temin
- 1993: Daniel Nathans, Salome Gluecksohn-Schoenheimer
- 1994: Thomas Eisner, Elizabeth F. Neufeld
- 1995: Alexander Rich
- 1996: Ruth Patrick
- 1997: James D. Watson, Robert A. Weinberg
- 1998: Bruce Ames, Janet Rowley
- 1999: David Baltimore, Jared Diamond, Lynn Margulis
- 2000: Nancy C. Andreasen, Peter H. Raven, Carl Woese
- 2001: Francisco J. Ayala, Mario R. Capecchi, Ann M. Graybiel, Gene E. Likens, Victor A. McKusick, Harold Varmus
- 2002: James E. Darnell, Evelyn M. Witkin
- 2003 J. Michael Bishop, Solomon H. Snyder, Charles Yanofsky
- 2004 Norman Foster Ramsey, Phillip Allen Sharp, Thomas Starzl
- 2005 Anthony Fauci, Torsten N. Wiesel
- 2006 Rita Colwell, Nina Fedoroff, Lubert Stryer
- 2007: Robert J. Lefkowitz, Bert W. O'Malley
- 2008: Francis S. Collins, Elaine Fuchs, J. Craig Venter
- 2009: Susan L. Lindquist, Stanley B. Prusiner
- 2010: Ralph L. Brinster, Rudolf Jaenisch
- 2011: Lucy Shapiro, Leroy Hood, Sallie Chisholm
- 2012 : May Berenbaum, Bruce Alberts
- 2013 : Rakesh K. Jain
- 2014 : Stanley Falkow, Mary-Claire King, Simon Levin

## Ciencias de la ingeniería
- 1962: Theodore von Kármán
- 1963: Vannevar Bush, John Robinson Pierce
- 1965: Hugh L. Dryden, Clarence L. Johnson, Warren K. Lewis
- 1966: Claude E. Shannon
- 1967: Edwin H. Land, Igor I. Sikorsky
- 1968: J. Presper Eckert, Nathan M. Newmark
- 1969: Jack St. Clair Kilby
- 1970: George E. Mueller
- 1973: Harold E. Edgerton, Richard T. Whitcomb
- 1974: Rudolf Kompfner, Ralph Brazelton Peck, Abel Wolman
- 1975: Manson Benedict, William Hayward Pickering, Frederick E. Terman, Wernher Von Braun
- 1976: Morris Cohen, Peter C. Goldmark, Erwin Wilhelm Müller
- 1979: Emmett Leith, Raymond D. Mindlin, Robert N. Noyce, Earl R. Parker, Simon Ramo
- 1982: Edward H. Heinemann, Donald L. Katz
- 1983  : William R. Hewlett, George M. Low, John G. Trump
- 1986: Hans Wolfgang Liepmann, T. Y. Lin, Bernard M. Oliver
- 1987: Robert B. Bird, H. Bolton Seed, Ernst Weber
- 1988: Daniel C. Drucker, Willis M. Hawkins, George W. Housner
- 1989: Harry George Drickamer, Herbert E. Grier
- 1990: Mildred S. Dresselhaus, Nick Holonyak Jr.
- 1991: George Heilmeier, Luna B. Leopold, H. Guyford Stever
- 1992: Calvin F. Quate, John Roy Whinnery
- 1993: Alfred Y. Cho
- 1994: Ray W. Clough
- 1995: Hermann A. Haus
- 1996: James L. Flanagan, C. Kumar N. Patel
- 1998: Eli Ruckenstein
- 1999: Kenneth N. Stevens
- 2000: Yuan-Cheng B. Fung
- 2001: Andreas Acrivos
- 2002: Leo Beranek
- 2003 John M. Prausnitz
- 2004 Edwin N. Lightfoot
- 2005 Jan D. Achenbach, Tobin J. Marks
- 2007: David J. Wineland
- 2008: Rudolf E. Kalman
- 2009: Amnon Yariv
- 2010: Shu Chien
- 2011: John Goodenough
- 2012 : Thomas Kailath

## Ciencias de la computación y matemáticas
- 1963: Norbert Wiener
- 1965: Oscar Zariski
- 1966: John Milnor
- 1967: Paul Cohen
- 1968: Jerzy Neyman
- 1969: William Feller
- 1970: Richard Brauer
- 1973: John Tukey
- 1974: Kurt Gödel
- 1975: John W. Backus, Shiing-Shen Chern, George B. Dantzig
- 1976: Kurt Otto Friedrichs, Hassler Whitney
- 1979: Joseph L. Doob, Donald E. Knuth
- 1982: Marshall Harvey Stone
- 1983: Herman Goldstine, Isadore Singer
- 1986: Peter Lax, Antoni Zygmund
- 1987: Raoul Bott, Michael Freedman
- 1988: Ralph E. Gomory, Joseph B. Keller
- 1989: Samuel Karlin, Saunders MacLane, Donald C. Spencer
- 1990: George F. Carrier, Stephen Cole Kleene, John McCarthy
- 1991: Alberto Calderón
- 1992: Allen Newell
- 1993: Martin Kruskal
- 1994: John Cocke
- 1995: Louis Nirenberg
- 1996: Richard M. Karp, Stephen Smale
- 1997: Shing-Tung Yau
- 1998: Cathleen Synge Morawetz
- 1999: Felix Browder, Ronald R. Coifman
- 2000: John Griggs Thompson, Karen K. Uhlenbeck
- 2001: Calyampudi R. Rao, Elias M. Stein
- 2002: James Glimm
- 2003: Carl R. de Boor
- 2004: Dennis P. Sullivan
- 2005: Bradley Efron
- 2006: Hyman Bass
- 2007: Leonard Kleinrock, Andrew J. Viterbi
- 2009: David B. Mumford
- 2010: Richard A. Tapia,  Srinivasa S.R. Varadhan
- 2011: Solomon Golomb, Barry Mazur
- 2012 : Alexandre Chorin, posthumous David Blackwell
- 2013 : Michael Artin

## Ciencias físicas
- 1963: Luis W. Álvarez
- 1964: Julian Schwinger, Harold Clayton Urey, Robert Burns Woodward
- 1965: John Bardeen, Peter Debye, Leon Max Lederman, William Rubey
- 1966: Jacob Bjerknes, Subrahmanyan Chandrasekhar, Henry Eyring, John H. Van Vleck, Vladimir K. Zworykin
- 1967: Jesse Beams, Francis Birch, Gregory Breit, Louis Hammett, George Kistiakowsky
- 1968: Paul Bartlett, Herbert Friedman, Lars Onsager, Eugene Wigner
- 1969: Herbert C. Brown, Wolfgang Panofsky
- 1970: Robert H. Dicke, Allan R. Sandage, John C. Slater, John A. Wheeler, Saul Winstein
- 1973: Carl Djerassi, Maurice Ewing, Arie Jan Haagen-Smit, Vladimir Haensel, Frederick Seitz, Robert Rathbun Wilson
- 1974: Nicolaas Bloembergen, Paul Flory, William Alfred Fowler, Linus Carl Pauling, Kenneth Sanborn Pitzer
- 1975: Hans A. Bethe, Joseph Hirschfelder, Lewis Sarett, E. Bright Wilson, Chien-Shiung Wu
- 1976: Samuel Goudsmit, Herbert S. Gutowsky, Frederick Rossini, Verner Suomi, Henry Taube, George Uhlenbeck
- 1979: Richard P. Feynman, Herman Mark, Edward M. Purcell, John Sinfelt, Lyman Spitzer, Victor F. Weisskopf
- 1982: Philip W. Anderson, Yoichiro Nambu, Edward Teller, Charles H. Townes
- 1983: E. Margaret Burbidge, Maurice Goldhaber, Helmut Landsberg, Walter Munk, Frederick Reines, Bruno B. Rossi, J. Robert Schrieffer
- 1986: Solomon Buchsbaum, Horace Crane, Herman Feshbach, Robert Hofstadter, Chen Ning Yang
- 1987: Philip Abelson, Walter Elsasser, Paul C. Lauterbur, George Pake, James A. Van Allen
- 1988: D. Allan Bromley, Paul (Ching-Wu) Chu, Walter Kohn, Norman F. Ramsey, Jack Steinberger
- 1989: Arnold Orville Beckman, Eugene Parker, Robert Sharp, Henry Stommel
- 1990: Allan M. Cormack, Edwin M. McMillan, Robert Pound, Roger Revelle
- 1991: Arthur L. Schawlow, Ed Stone, Steven Weinberg
- 1992: Eugene Shoemaker
- 1993: Val Fitch, Vera Rubin
- 1994: Albert Overhauser, Frank Press
- 1995: Hans Dehmelt, Peter Goldreich
- 1996: Wallace S. Broecker
- 1997: Marshall Rosenbluth, Martin Schwarzschild, George Wetherill
- 1998: Don L. Anderson, John Bahcall
- 1999: James Cronin, Leo Kadanoff
- 2000: Willis Eugene Lamb, Jeremiah P. Ostriker, Gilbert F. White
- 2001: Marvin L. Cohen, Raymond Davis Jr., Charles Keeling
- 2002: Richard Garwin, W. Jason Morgan, Edward Witten
- 2003: G. Brent Dalrymple,: Riccardo Giacconi
- 2004: Robert N. Clayton
- 2005: Ralph A. Alpher,: Lonnie Thompson
- 2006: Daniel Kleppner
- 2007: Fay Ajzenberg-Selove, Charles P. Slichter
- 2008: Berni Alder, James E. Gunn
- 2009: Yakir Aharonov, Esther M. Conwell, Warren M. Washington
- 2011: Sidney Drell, Sandra Faber, Sylvester James Gates
- 2012: Burton Richter, Sean C. Solomon
- 2014: Shirley Ann Jackson